# Sewilla
Sewilla (hiszp. Sevilla) – miasto w południowej Hiszpanii, stolica regionu Andaluzja. Jest czwartym co do wielkości miastem Hiszpanii, z liczbą ludności na poziomie 684 234 mieszkańców. Metropolia liczy 1 316 591 mieszkańców. Duży port nad rzeką Gwadalkiwir, w XVII wieku najludniejsze miasto Hiszpanii, znane z jednej z największych katedr świata, pałacu i XVIII w. archiwum wpisanych na listę UNESCO. W rankingu opublikowanym przez Globalization and World Cities Research Network, Sewilla została sklasyfikowana w IV kategorii (sufficiency level cities) miast o znaczeniu globalnym.

## Demografia
Jest czwartym co do wielkości miastem Hiszpanii (po Madrycie, Barcelonie i Walencji), z liczbą ludności na poziomie 684 234 mieszkańców (2021). Metropolia liczy 1 316 591 mieszkańców na obszarze 1529 km² przy gęstości zaludnienia na poziomie 861 os./km² (2020). W latach 2001–2011 nastąpił wzrost ludności o 134 626 osób, co stanowi wzrost o 11,6%.
Rozwój populacji centrum administracyjnego Sewilli (1842–2010)

## Geografia

### Klimat
Sewilla znajduje się w strefie klimatu subtropikalnego typu śródziemnomorskiego, z łagodnymi zimami oraz długimi ciepłymi, w połowie gorącymi latami.
| Miesiąc | Sty  | Lut  | Mar  | Kwi  | Maj  | Cze  | Lip  | Sie  | Wrz  | Paź  | Lis  | Gru  | Roczna |
| --- | ---- | ---- | ---- | ---- | ---- | ---- | ---- | ---- | ---- | ---- | ---- | ---- | ------ |
| Średnie temperatury w dzień [°C]                                                                                                  | 16.0 | 18.1 | 21.9 | 23.4 | 27.2 | 32.2 | 36.0 | 35.5 | 31.7 | 26.0 | 20.2 | 16.6 | 25,4   |
| Średnie dobowe temperatury [°C]                                                                                                   | 10.9 | 12.5 | 15.6 | 17.3 | 20.7 | 25.1 | 28.2 | 27.9 | 25.0 | 20.2 | 15.1 | 11.9 | 19,2   |
| Średnie temperatury w nocy [°C]                                                                                                   | 5.7  | 7.0  | 9.2  | 11.1 | 14.2 | 18.0 | 20.3 | 20.4 | 18.2 | 14.4 | 10.0 | 7.3  | 13,0   |
| Opady [mm] | 66   | 50   | 36   | 54   | 30   | 10   | 2    | 5    | 27   | 68   | 91   | 99   | 539    |
| Średnia liczba dni z opadami | 6.1  | 5.8  | 4.3  | 6.1  | 3.7  | 1.3  | 0.2  | 0.5  | 2.4  | 6.1  | 6.4  | 7.5  | 50,5   |
| Wilgotność [%] | 71   | 69   | 59   | 57   | 53   | 48   | 44   | 48   | 54   | 62   | 70   | 74   | 59     |
| Średnie usłonecznienie [h] | 183  | 189  | 220  | 238  | 293  | 317  | 354  | 328  | 244  | 216  | 181  | 154  | 2918   |
| Źródło: Agencia Estatal de Meteorología (liczba dni z opadami dla wartości 1 mm, wysokość 34 m n.p.m., 75 km od morza, 1981–2010) |      |      |      |      |      |      |      |      |      |      |      |      |        |

## Historia
- Założona przez Iberów prawdopodobnie w II w. p.n.e. osada Hispalis, następnie zajęta przez Fenicję i Kartaginę.
- W 206 p.n.e. Scypion Afrykański Starszy założył osadę dla weteranów wojennych Italica.
- W 45 p.n.e. zdobyta przez Cezara, na którego polecenie wzniesiono mury obronne i przemianowano na Colonia Julia Romana[9].
- Od 461 we władaniu Wizygotów, po Wandalach i Swebach.
- Od V w. była tu stolica archidiecezji.
- W 712 opanowana przez Maurów, pozostawała w cieniu Kordoby.
- Od 1023 stała się stolicą i rezydencją Abbadytów, w 1091 Almorawidów, a w 1145 Almohadów; w tym okresie nastąpił rozkwit miasta.
- W 1248 zajęta przez króla kastylijskiego Ferdynanda III.
- W 1480 rozpoczął działalność pierwszy trybunał Inkwizycji.
- Na przełomie XV i XVI wieku stała się punktem przeładunkowym w handlu z zamorskimi koloniami i jednym z największych miast kontynentu (ponad 100 000 mieszkańców).
- W 1505 założenie uniwersytetu (obecnie jeden z większych w Europie).
- W XVII stuleciu złoty wiek sztuki (m.in. Bartolomé Esteban Murillo).
- Po epidemii dżumy w 1649 nastąpiło powolne słabnięcie potęgi gospodarczej.
- W 1717 ze względu na zamulenie koryta Gwadalkiwiru musiała odstąpić Kadyksowi monopol w handlu z Ameryką.
- W XX wieku ponowny rozwój, w 1929 Wystawa Iberoamerykańska, w 1992 Wystawa Światowa w 500. rocznicę wyruszenia Kolumba na poszukiwanie zachodniej drogi do Indii.

## Zabytki

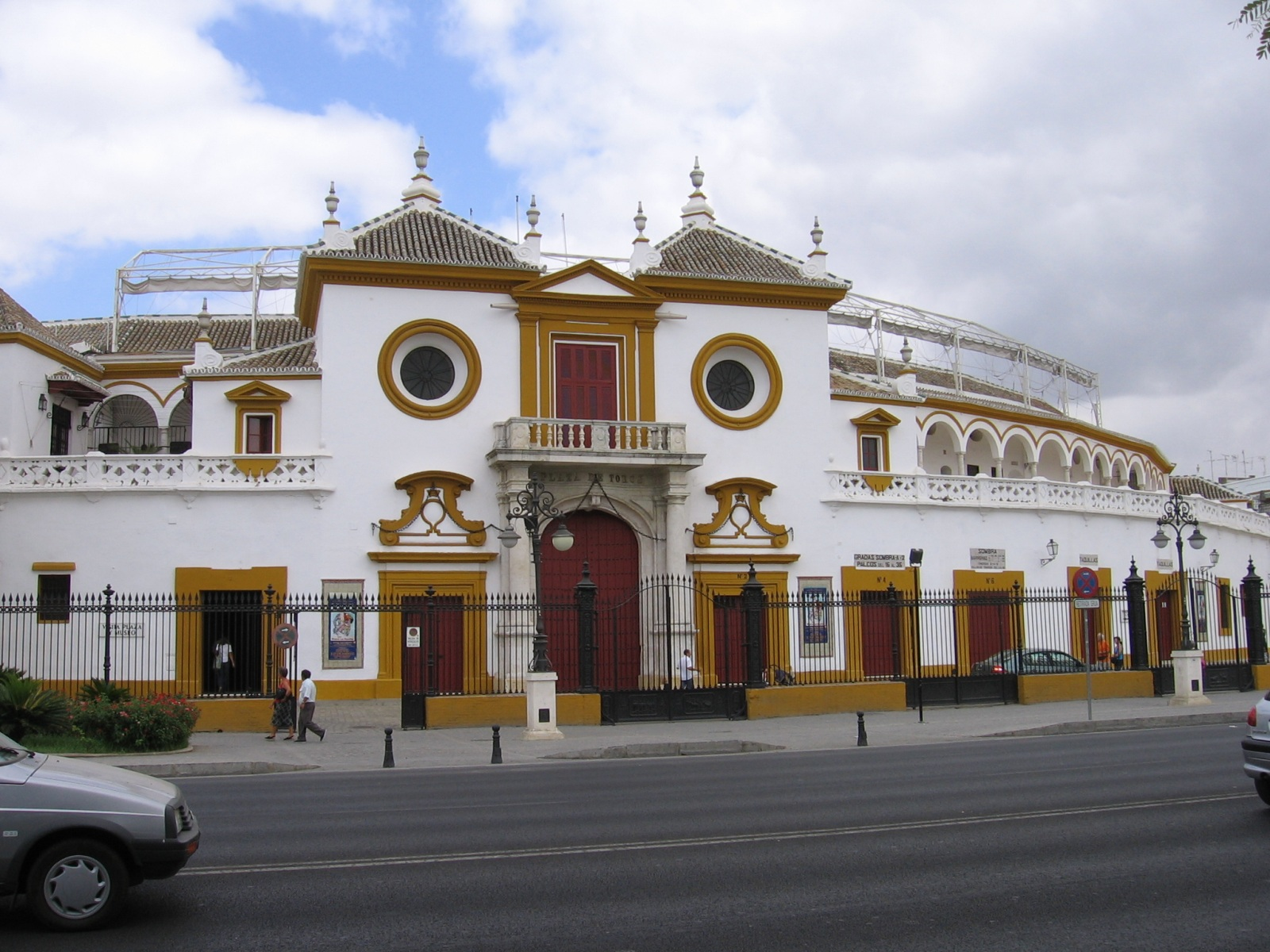
Arena walk byków w Sewilli

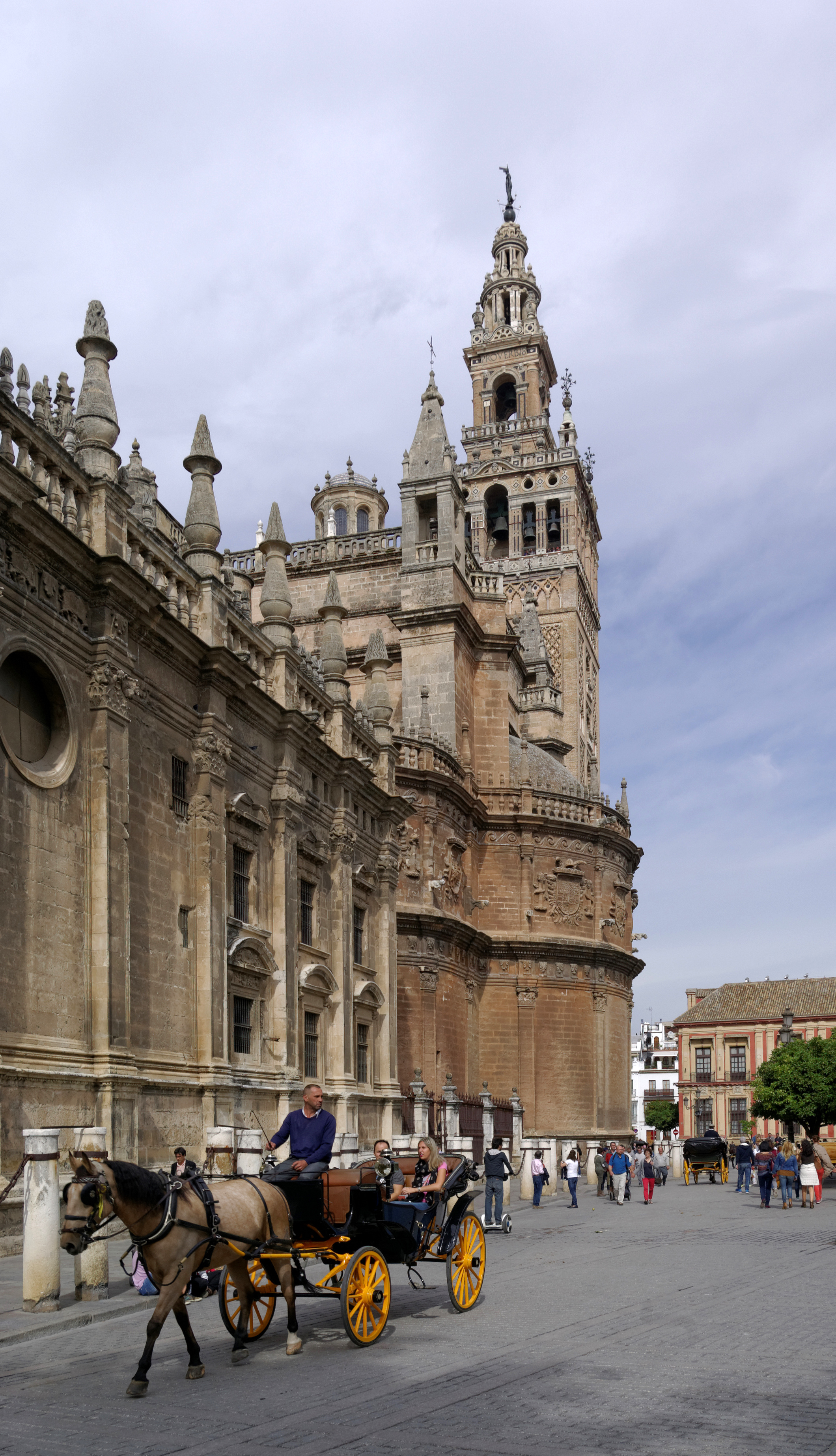
Giralda – aktualnie wieża katedry

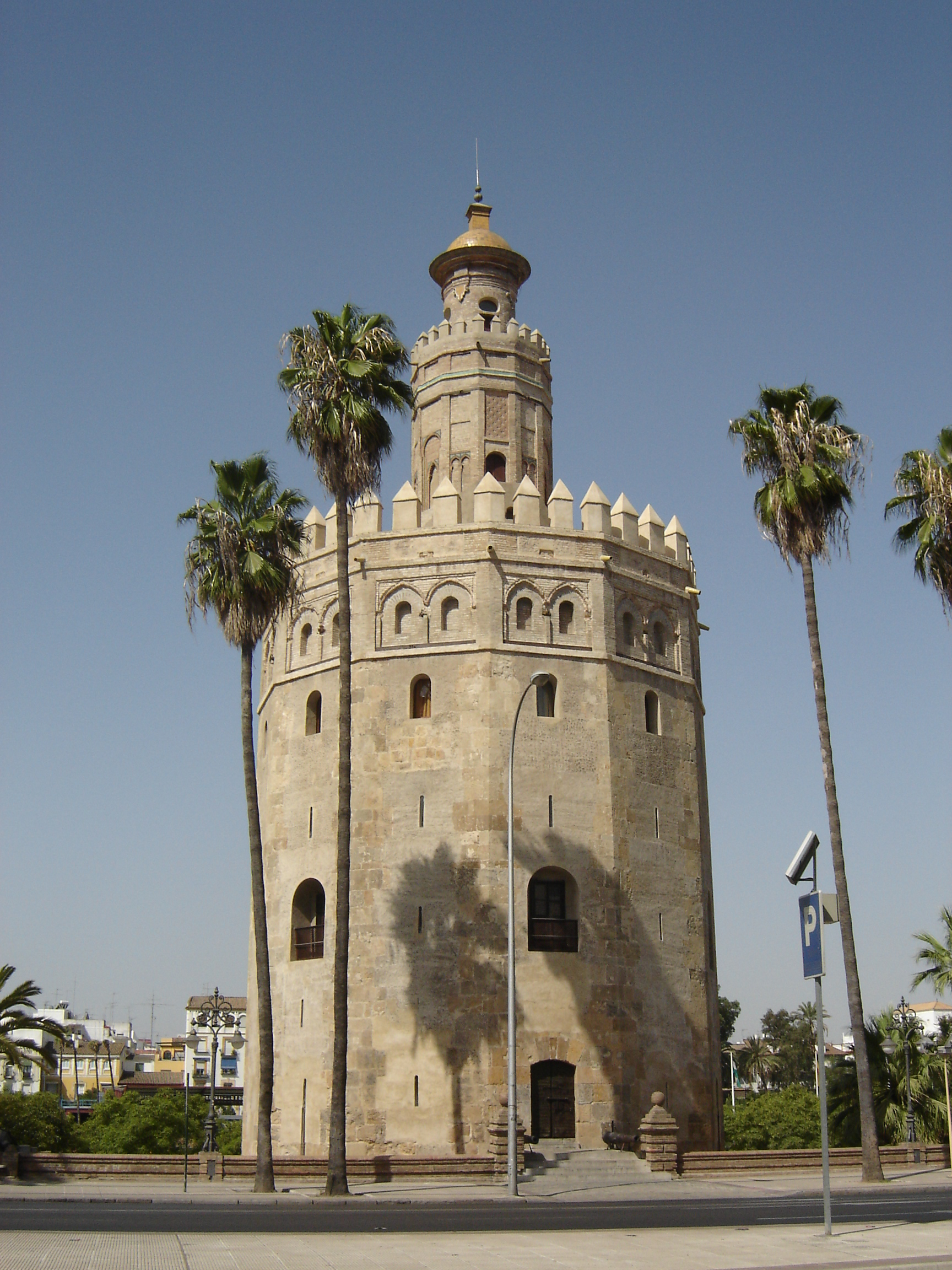
Złota Wieża

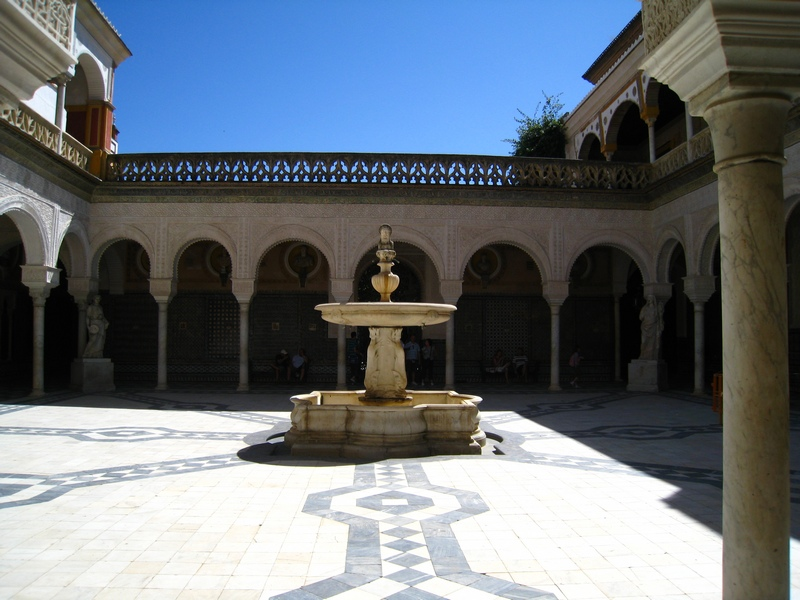
Główne patio w Domu Piłata

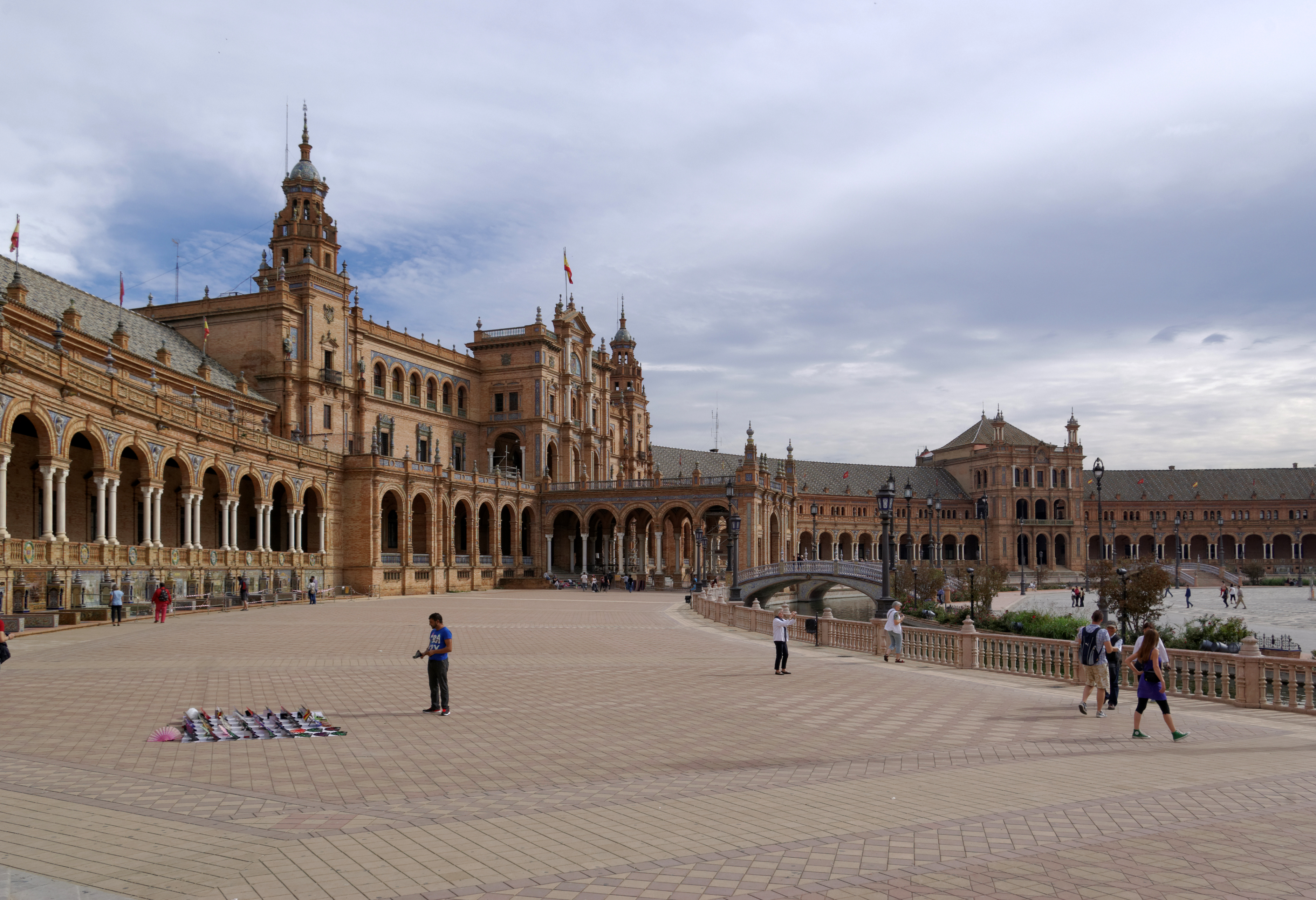
Fragment pałacu na Placu Hiszpańskim

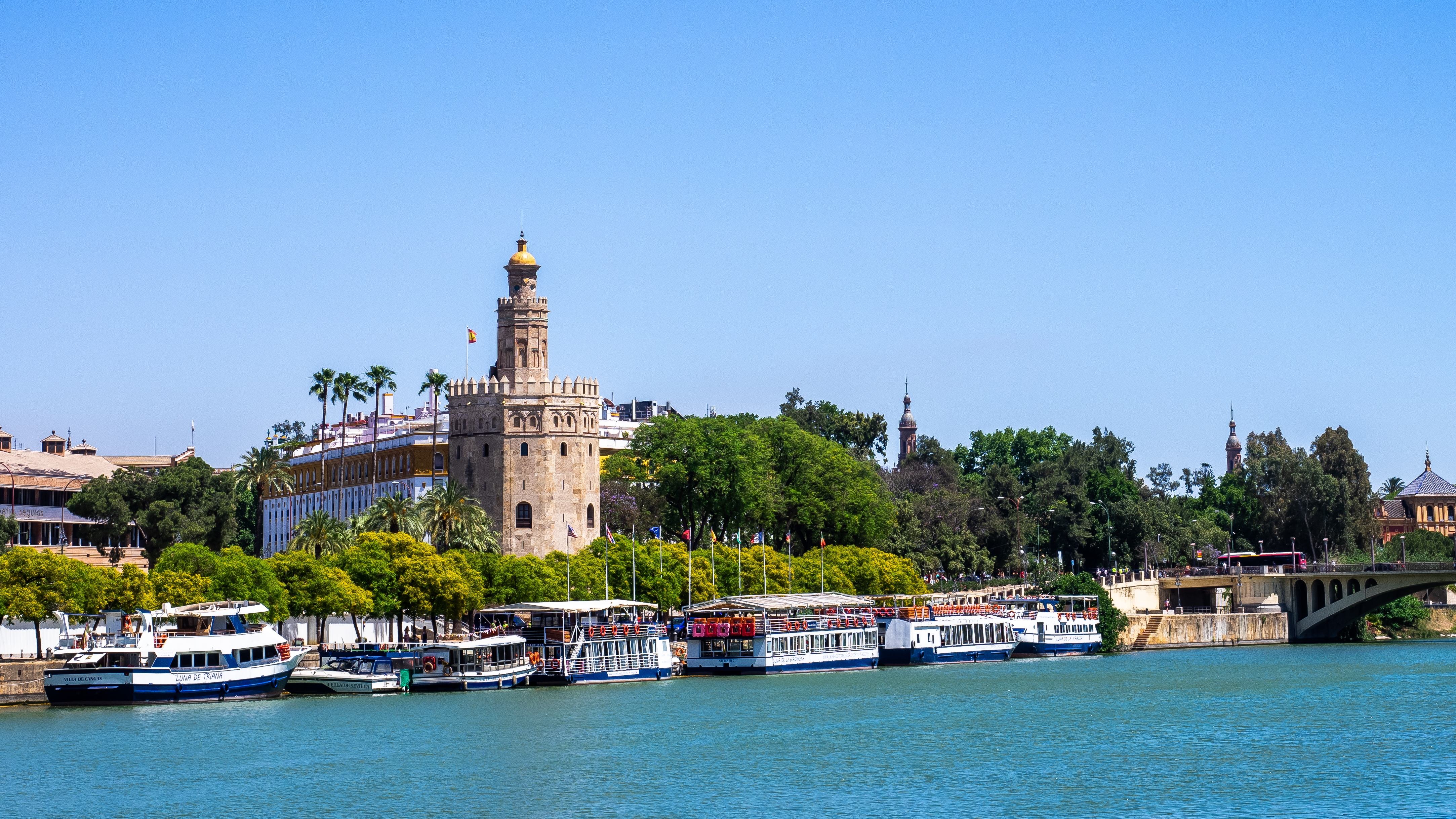
Rzeka Gwadalkiwir w mieście

- Alkazar – dawny pałac królewski, którego początki sięgają XI w., kiedy rezydowali tutaj przedstawiciele kalifatu kordobańskiego, rozbudowany w latach 1350–1369 przez Piotra I Okrutnego w stylu mudejar. Późniejsi królowie kontynuowali rozbudowę, przystosowując rezydencję do własnych potrzeb. Tutaj podejmowano decyzje o wysłaniu ekspedycji, m.in. Ferdynanda Magellana, a Krzysztof Kolumb został przyjęty przez Izabelę Kastylijską i Ferdynanda Aragońskiego po podróży do Ameryki. Budowla zawiera wiele sal, patios i ogrodów. Bogactwo ornamentyki, dekoracji ceramicznych i komnat sprawia, że sewilski alkazar zalicza się do najwspanialszych kompleksów pałacowych w Hiszpanii.
- Katedra Najświętszej Marii Panny w Sewilli – jest największym[10] i jednym z najwspanialszych gotyckich kościołów na świecie. Powstała w latach 1402–1506 na miejscu meczetu z lat 1184–1196. Pozostawiony minaret, Giralda, o wys. 97 m wkomponowano w bryłę kościoła, uzupełniając o dzwonnicę. We wnętrzu zwracają uwagę kaplice – Capilla Mayor i Capilla Real, chór i grobowiec Kolumba.
- Kilkanaście innych gotyckich kościołów.
- Ratusz – wspaniała renesansowa budowla, wzniesiona w latach 1527–1564 na dawnym placu turniejowym.
- Giełda – renesansowy budynek giełdy handlowej, z lat 1583–1598. W XVIII wieku Karol III umieścił tutaj Główne Archiwum Indii, gromadzące dokumenty związane z dziejami odkrywania i podboju Nowego Świata.
- Torre del Oro (Złota Wieża) z XIII wieku jedna ze 166 w systemie obronnym Maurów, potem przebudowana. Nazwę zawdzięcza nie tylko ówczesnej okładzinie złocistymi płytkami azulejos, ale i temu, że przechowywano w niej złoto złupione w koloniach. Była również istotna z punktu widzenia obronnego, ponieważ pomiędzy nią a bliźniaczą, już nieistniejącą, wieżą po drugiej stronie Gwadalkiwiru, można było rozpiąć łańcuch blokujący wejście do portu[11]. Obecnie mieści Museo Maritimo[12] poświęcone zabytkom i mapom morskim.
- Arena walk byków (hiszp. La Plaza de Toros de la Real Maestranza de Caballería de Sevilla), amfiteatr zbudowany w latach 1749–1881, mieszczący 12 500 widzów. Wewnątrz znajduje się muzeum corridy, eksponujące kolekcję kostiumów (w tym pomalowana przez Picassa purpurowa kapa torreadora), portrety i afisze.
- Główne Archiwum Indii – wpisane na listę UNESCO archiwum zawierające dokumentację posiadłości zamorskich Hiszpanii.
- Szpital Miłosierdzia (hiszp. Hospital de la Caridad), szpital ufundowany w XVII wieku przez Miguela de Maňara. Szpital powstał na terenie Stoczni Królewskiej. Przy szpitalu zbudowany został również barokowy kościół, w którym znajduje się bogata kolekcja malarstwa hiszpańskiego.
- Dom Piłata (hiszp. Casa de Pilatos), XV-wieczny pałac zbudowany na wzór domu Piłata. Jego budowę rozpoczął w 1492 roku Pedro Enriquez, królewski namiestnik, którego żoną była Catalina de Ribera. Budowę zakończył jego syn Fadrique, pierwszy markiz de Tarifa. On to po pielgrzymce do Jerozolimy w latach 1512–1519 stwierdził, że odległość z pałacu do kościoła Cruz del Campo jest taka sama jak z domu Piłata do Golgoty. Rozkazał więc umieścić stacje drogi krzyżowej między pałacem (pierwsza stacja) a kościołem (ostatnia stacja).
- Plac Hiszpański (hiszp. Plaza de España), zbudowany w latach 20. XX wieku na podstawie projektu sewillskiego architekta Aníbala Gonzálesa półkolisty plac z jednej strony zamknięty pałacem, którego środkowa fasada zbudowana została w stylu barokowym, pozostała zaś część budynku w stylu renesansowym. Dodatkowo zbudowano dwie wieże narożne wzorowane na Giraldzie.
- Królewska Fabryka Cygar – budynek z XVIII wieku.

## Kultura

### Muzea
- Muzeum Sztuk Pięknych (Museo de Bellas Artes) – muzeum sztuk pięknych zawierające zbiory od średniowiecza do XX wieku.
- Muzeum Archeologiczne – znajduje się w nim wspaniała kolekcja, od sztuki fenickiej począwszy (słynna fenicka statuetka oraz skarb Carambolo), przez sztukę rzymską, na ceramice mudejar skończywszy.

### Opera
Sewilla jest miejscem, gdzie toczy się akcja ponad 150 oper. Najsłynniejsze z nich to: Cyrulik sewilski Rossiniego, Wesele Figara i Don Giovanni Mozarta, Carmen Bizeta, Fidelio Beethovena, Moc przeznaczenia Verdiego i Faworyta Donizettiego.

### Pasos
Sewilla jest znana z barwnych obchodów Wielkiego Tygodnia. W tym okresie przybywają do miasta setki tysięcy pielgrzymów i turystów.

## Parki i ogrody
- Park Marii Luisy (Parque de María Luisa) – park, zbudowany na Wystawę Światową, która odbyła się właśnie w Sewilli w 1929 roku.
- Ogrody pałacu Alkazar – ogrody, umiejscowione z tyłu pałacu Alkazar. Były sadzone i projektowane równolegle do pałacu, w taki sposób, aby w każdym ich sektorze dominowały inne style i rośliny.
- Ogrody Murillo (Jardines de Murillo) – ogrody, ciągnące się wzdłuż murów Alkazaru, niedaleko dzielnicy Santa Cruz. Budowa rozpoczęła się na początku XX wieku.
- Park rozrywki Isla Mágica na Isla de la Cartuja – park, zbudowany specjalnie z okazji Expo 1992, które odbyło się w Sewilli.

Inne znane parki Sewilli:
- Parque de los Príncipes
- Parque del Alamillo
- Parque Amate
- Parque Metropolitano de la Cartuja
- Parque Infanta Elena
- Parque del Tamarguillo
- Jardines de las Delicias
- Jardín Americano
- Jardines de Cristina
- Jardines de Chapina
- Jardines de la Buhaira
- Jardines de San Telmo
- Jardines del Guadalquivir
- Jardines del Valle

## Sport
- Real Betis
- FC Sevilla
- CB Sevilla
- Mistrzostwa Świata w Lekkoatletyce 1999

## Miasta partnerskie
- Rabat, Maroko
- Kansas City, Stany Zjednoczone
- Angers, Francja
- Buenos Aires, Argentyna
- Columbus, Stany Zjednoczone
- Guadalajara, Meksyk
- Cartagena, Kolumbia
- Kraków, Polska
- Ho Chi Minh, Wietnam